# João Sinadeno (grande estratopedarca)
João Comneno Ângelo Sinadeno (em grego: Ἰωάννης Κομνηνός Ἄγγελος Συναδηνός; romaniz.: Ioannes Komnenos Angelos Synadenos) foi um nobre e líder militar bizantino com o título de grande estratopedarca durante os reinados de Miguel VIII (r. 1259–1282) e Andrônico II Paleólogo (r. 1282–1328).

## História
Sinadeno aparece em 1276/1277, quando, juntamente com o grande conostaulo Miguel Cabalário, liderou um exército contra o governante independente da Tessália, João I Ducas. O exército bizantino foi derrotado na Batalha de Farsalos, e Sinadeno em pessoa foi capturado, enquanto Cabalário foi morto enquanto tentava fugir. Ele foi libertado ou resgatado em cativeiro, e em 1281 participou na campanha contra os angevinos na Albânia que levou a uma vitória bizantina em Berati. Finalmente, em 1283, ele participou de outra campanha contra João Ducas, sob Miguel Tarcaniota.
Eventualmente, Sinadeno retirou-se para um mosteiro com o nome monástico Joaquim. Após sua morte (em algum momento entre 1310-1328), sua esposa Teodora Paleóloga, filha de Constantino Ângelo Comneno Ducas Paleólogo, o meio-irmão de Miguel VIII Paleólogo, e Irene Comnena Lascarina Branena, tornou-se freira com o nome Teódula, e fundou o Convento da Mãe de Deus Bebaia Elpis ("Esperança Certa") em Constantinopla. O typikon do convento (o chamado typikon Lincoln College), de autoria principalmente de Teodora, inclui representações pródigas dos membros da família.

## Família
Com Teodora, João teve quatro filhos, que eram supostamente muito jovens quando ele morreu:
- João Sinadeno, grande conostaulo.[7][8]
- Eufrosina Sinadeno, que foi prometida para se tornar uma monja desde a infância, e foi a segunda fundadora de Bebaia Elpis junto com sua mãe.[9][10]
- Uma filha de nome desconhecido, que certa vez foi considerada como possível noiva para o tsar búlgaro Teodoro Esfendóstlabo.[5]
- Teodoro Sinadeno, protoestrator, ele desempenhou papel principal nas guerras civis bizantinas na primeira metade do século XIV.[11][12]